# ذراع المليون دولار
ذراع المليون دولار هو فلم دراما رياضي متعلق بسيرة شخص أمريكي عام 2014 اخرجه كريك جليسبي من سينارو كتبة توم ماكارثي، ويدور ألفلم حول قصة حقيقية عن رماة كرة القاعدة رنكو سنغ ودنيش بتيل واللذان تم اكتشافهما من قبل وكيل الرياضة جي بي برنستن بعد فوزهما عرض منافسة حقيقية، نجوم الفلم هم جون هام بدور برنستن وبيل باكستون بدور مدرب الرمي توم هاوس، سراج شرما بدور سنغ، ماضور متال بدور باتيل والان اركين، موسيقى الفلم من تأليف اي ار رحمن، والفلم من إنتاج جوي روث ومارك سياردي وكوردون كري، وطرح الفلم سينمائيا من قبل صور والت ديزني في 16 مايو 2014

## وصلات خارجية
- ذراع المليون دولار على موقع IMDb (الإنجليزية)
- ذراع المليون دولار على موقع ميتاكريتيك (الإنجليزية)
- ذراع المليون دولار على موقع روتن توميتوز (الإنجليزية)
- ذراع المليون دولار على موقع قاعدة بيانات الأفلام العربية
- ذراع المليون دولار على موقع ألو سيني (الفرنسية)
- ذراع المليون دولار على موقع أول موفي (الإنجليزية)
- ذراع المليون دولار على موقع بوكس أوفيس موجو (الإنجليزية)
- ذراع المليون دولار على موقع فيلمافينيتي (الإسبانية)
- ذراع المليون دولار على موقع قاعدة بيانات الفيلم (الإنجليزية)
- ذراع المليون دولار على موقع ليتربوكسد (الإنجليزية)

1. ↑  وصلة مرجع: http://www.imdb.com/title/tt1647668/. الوصول: 8 مايو 2016.
2. 1 2 3 4 5  وصلة مرجع: http://www.metacritic.com/movie/million-dollar-arm. الوصول: 8 مايو 2016.
3. ↑  "قاعدة بيانات الأفلام على الإنترنت" (بالإنجليزية). Retrieved 2016-08-17.{{استشهاد ويب}}:  صيانة الاستشهاد: لغة غير مدعومة (link)
4. 1 2 3 4 5 6 7 8  Dave McNary (11 Apr 2013). "Alan Arkin Joins 'Million Dollar Arm' (EXCLUSIVE)". فرايتي (بالإنجليزية).
5. 1 2 3 4 5 6 7 8  وصلة مرجع: http://www.bbfc.co.uk/releases/million-dollar-arm-film. الوصول: 8 مايو 2016.
6. ↑  Mike Fleming Jr. (24 Apr 2013). "'The Daily Show's Aasif Mandvi Set For 'Million Dollar Arm'". ددلاين هوليوود (بالإنجليزية).
7. 1 2  وصلة مرجع: http://www.allocine.fr/film/fichefilm_gen_cfilm=207421.html. الوصول: 8 مايو 2016.
8. ↑  مذكور في: قاعدة بيانات الأفلام التشيكية السلوفاكية. لغة العمل أو لغة الاسم: التشيكية. تاريخ النشر: 2001.